# Dictyna hamifera simulans
Dictyna hamifera là một phân loài nhện trong họ Dictynidae.
Loài này thuộc chi Dictyna. Dictyna hamifera simulans được Wladislaus Kulczynski miêu tả năm 1916.